# Eva Rhodes
Eva Rhodes, née Eva Majlath, est un mannequin des années 1960, née en 1943 et morte en 2008. Défenseur de la cause animale en Hongrie, après un passage à tabac, elle porte plainte contre la police hongroise, auprès de la Cour européenne de justice, avant de disparaitre mystérieusement en 2008. Un de ses employés, arrêté, avoue son meurtre mais la fille et la sœur d'Eva Rhodes ne croient pas à cette piste.

## Carrière cinématographique
Elle est l'égérie de John Lennon et Yoko Ono et l'actrice principale de leur film Rape en 1969,.

## Défense de la cause animale
Citoyenne britannique d'origine hongroise, elle se réinstalle en Hongrie pour défendre la cause animale en créant un refuge, "Puss In Boots (le chat botté) Animal Trust", qui a abrité 70 chiens et 50 chats.

## L'affaire européenne
Elle est passée à tabac par la police hongroise en 2002, en présence de sa fille, Mme Barta. En 2007, Mme Barta reçoit 3 000 € d'indemnisation après que la Cour européenne des droits de l'homme a jugé que la police a omis d'effectuer une « enquête approfondie et effective » dans sa plainte pour mauvais traitements infligés par un policier. Elle pense aussi que l'agent de police local, Horvath Zollan Peter, pourrait avoir un rapport avec son meurtre.

## Disparition
Elle disparaît à Gyor le 10 septembre 2008,. Sa fille fait savoir, lors de sa disparition, qu'elle est convaincue, tout comme sa tante Judith Majlath, que sa mère a été assassinée. Son corps est retrouvé dans un trou, fin avril 2009, après qu'un ancien employé de son refuge a avoué l'avoir tuée pour de l'argent, puis enterrée et brûlé son corps, mais il n'a donné aucune explication au saccage de sa maison, de son refuge pour animaux, et à la destruction de ses dossiers sur son ordinateur. Sa sœur, Mme Judith Majlath, ne croit pas à cette piste.
Les familles d'Eva Rhodes et d'Ophélie Bretnacher, autre étrangère disparue en Hongrie, envisagent d'adresser ensemble une plainte auprès de l’Union européenne D'après le correspondant de l'AFP en Hongrie, ces deux affaires ont été pour lui l'aspect le plus difficile de son métier de journaliste parce que « À cause de l’AFP, on est obligé de poser des questions douloureuses que, personnellement, on préférerait se garder de poser. »

## Le procès de son assassin
Le procès de son assassin, Csaba Augusztinyi, a commencé en mai 2010. 
Alors qu'il avait avoué l'avoir tuée à coups de poing, sa fille Mme Barta a fait savoir qu'elle avait retrouvé sur les lieux un manche de hache cassé et que l'agression avait probablement été plus violente, et qu'il était possible qu'Eva Rhodes ait été brûlée vive.
"Ce n'est pas un procès c'est du cirque", a dit Mme Barta, la fille d'Eva Rhodes, avant d'être condamnée à une amende de l'équivalent de 1000 Livres, alors qu'elle essayait de faire entendre qu'un homme seul ne pouvait avoir infligé autant de sévices à sa mère.
L'audience suivante avait été repoussée au 2 septembre 2010, dans l'attente de nouvelles expertises sur la cause de la mort.
Malgré son appel en 2010, Csaba Augusztinyi a été condamné à 13 ans de prison.

## La suspicion de l'intervention de tiers dans le meurtre et ajournement jusqu'en 2013
Le médecin légiste, le Dr Wilcox a déclaré que les examens médico-légaux des restes, dans le Royaume-Uni, a révélé les blessures importantes que Mme Rhodes a subies, l'ont été avant sa mort.
«L'anthropologue légiste a dit que les os, qui n'avaient pas été correctement nettoyés, comportaient encore du gravier de la scène du meurtre".
L'audience a encore été ajournée jusqu'en à janvier 2013 et la famille  va saisir la Cour européenne des droits de l'homme, à Strasbourg.
Le coroner a ajouté: «Il y a des détails des aveux qui n'expliquent pas entièrement comment elle est morte. Il y a trop d'incohérences entre les aveux et le rapport médico-légal en Hongrie.
"Cela suggère l'implication d'autres parties dans sa mort."